# Warszawskie Zakłady Telewizyjne

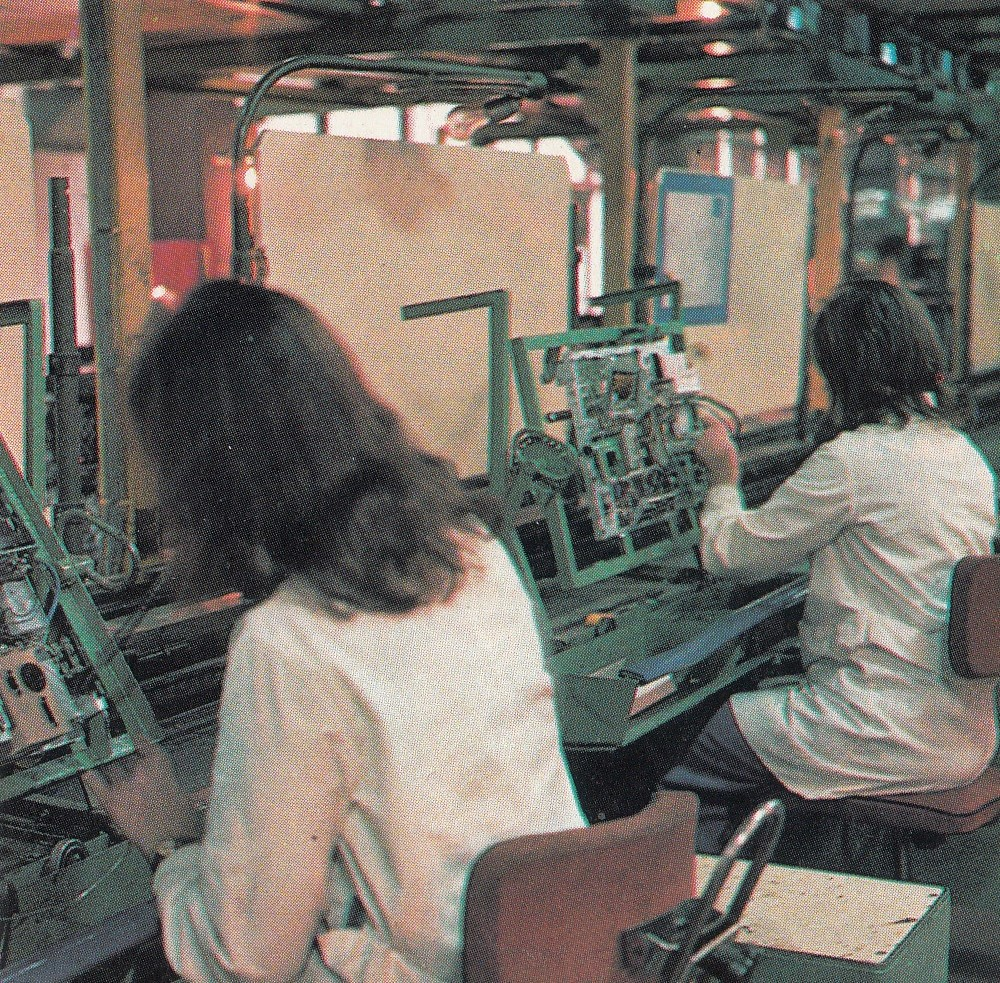
Linia produkcyjna w Warszawskich Zakładach Produkcyjnych

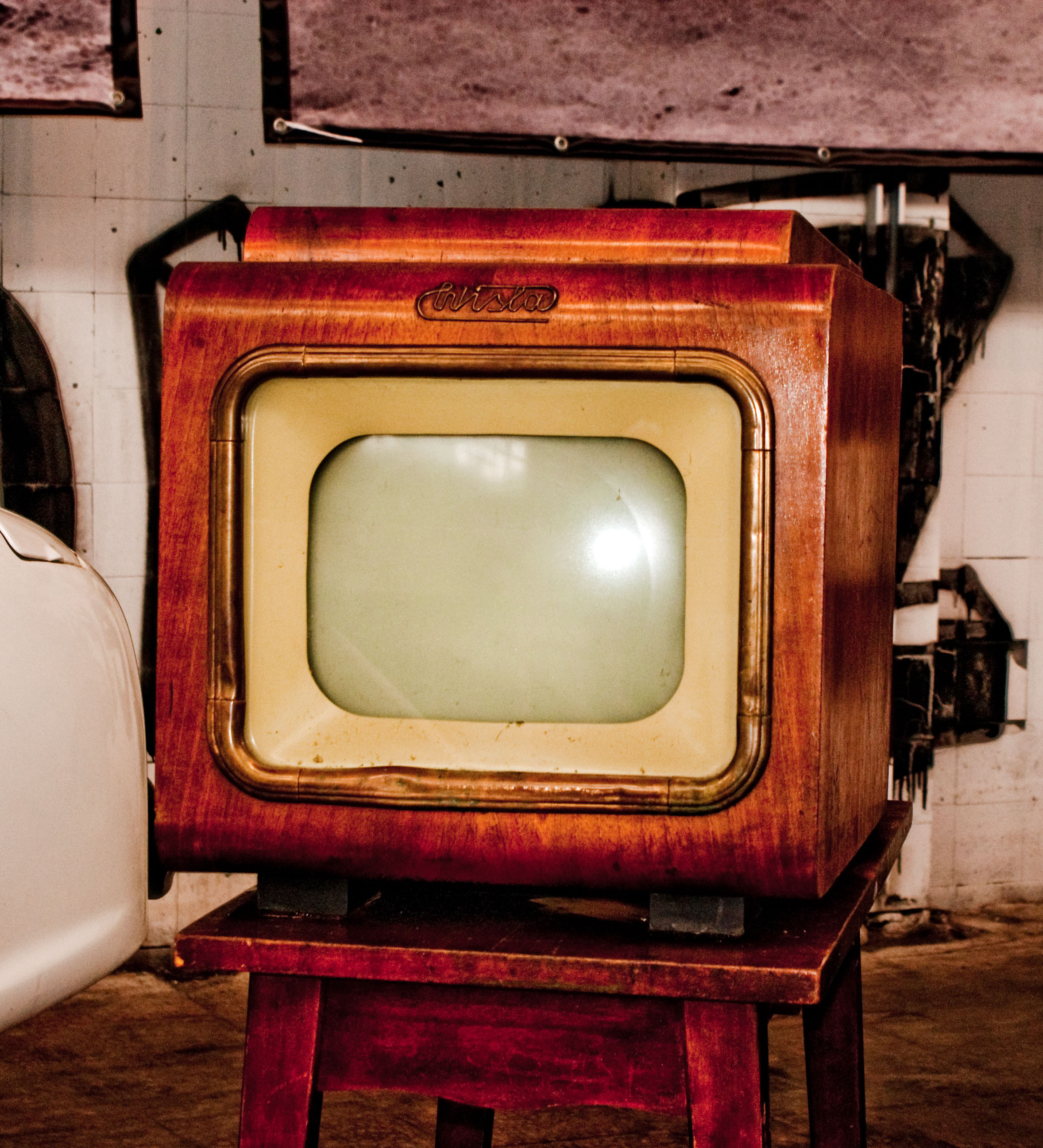
Telewizor Wisła

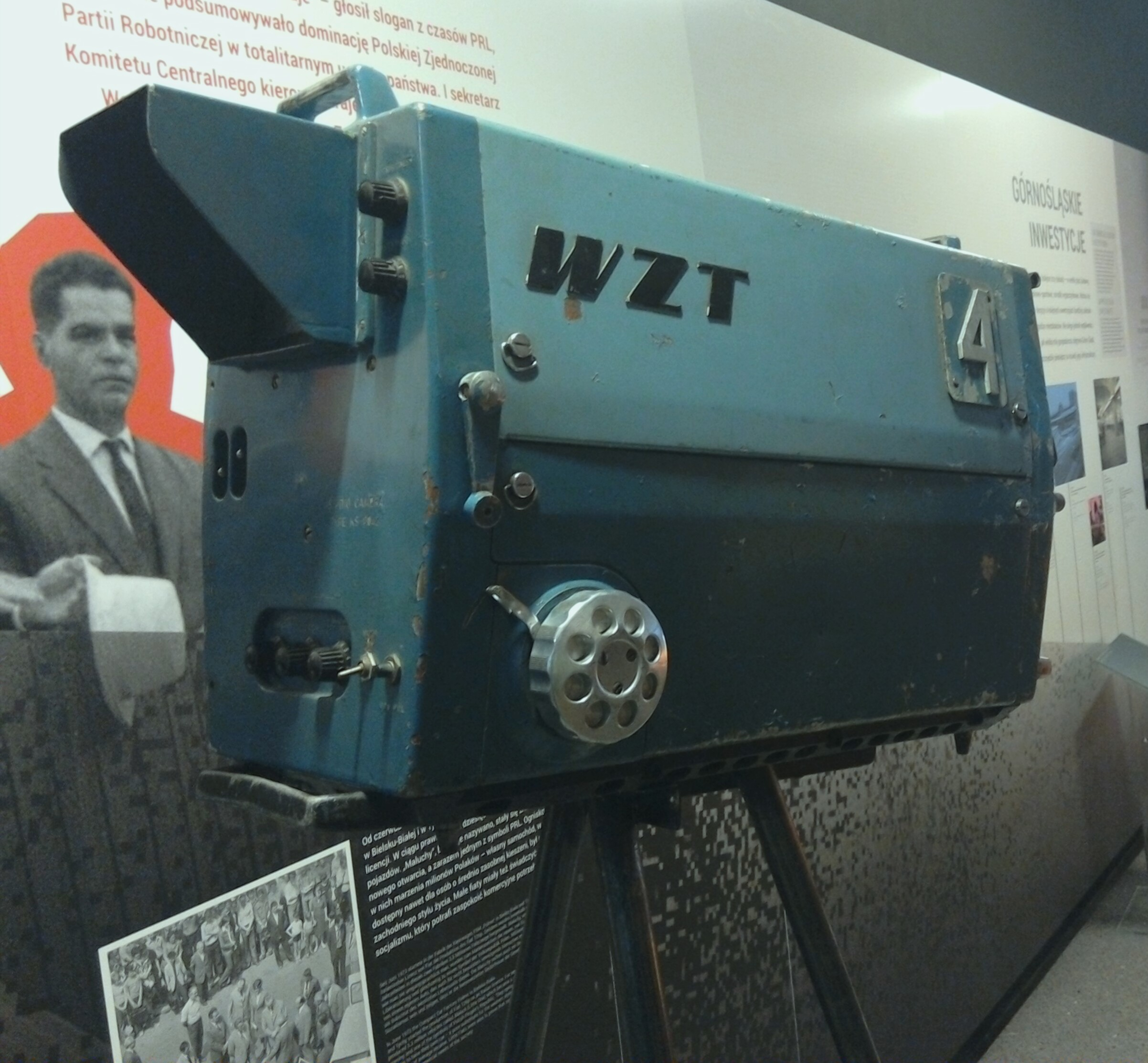
Kamera telewizyjna KS-0042

Warszawskie Zakłady Telewizyjne (inne nazwy: Warszawskie Zakłady Telewizyjne „Telza”, następnie Warszawskie Zakłady Telewizyjne „Elemis” SA) – polskie przedsiębiorstwo produkcyjne. Zakłady znajdowały się w dzielnicy Targówek, przy ul. Matuszewskiej 14.

## Historia
WZT zostało utworzone w Warszawie w 1955 r. Przedsiębiorstwo rozpoczęło produkcję w lipcu 1956 od telewizora Wisła na licencji radzieckiej. W kwietniu 1959 WZT wyprodukowały stutysięczny, a w październiku 1964 milionowy telewizor.
WZT zajmowały się także produkcją urządzeń na potrzeby powstającej wówczas w Polsce telewizji – kamer telewizyjnych (KS-0042 produkowano w latach 60. i 70. dla całego RWPG), innego wyposażenia studiów telewizyjnych, a także pierwszych odbiorników telewizyjnych oraz kamer przemysłowych (do lat 80.). Opracowywano tam i uruchamiano produkcję wszystkich profesjonalnych urządzeń dla Telewizji Polskiej (TVP).
Przedsiębiorstwo posiadało filię w Białymstoku.
Po roku 1989 w wyniku przekształceń zmieniło formę własności z przedsiębiorstwa państwowego na spółkę akcyjną. Przedsiębiorstwo straciło dotychczasowy praktyczny monopol na dostawy aparatury profesjonalnej, zwłaszcza dla nowo powstających stacji telewizyjnych. Od 1994 roku, przedsiębiorstwo było oficjalnym dystrybutorem konsol Super Nintendo, Game Boy i NES w Polsce.
Pod koniec lat 90. spółka ogłosiła upadłość (część jej nieruchomości syndyk odsprzedał przedsiębiorstwu „Eroplaus”, które stworzyło tam Centrum Dystrybucyjno-Magazynowe „Elemis”).
Od 1 stycznia 2003 WZT „Elemis” SA znajdowały się w likwidacji, a 19 marca 2007 roku spółka została wykreślona z rejestru przedsiębiorców.

## Odbiorniki telewizyjne produkcji WZT
- Wisła
- Belweder
- Wawel
- Turkus
- Jantar
- Syriusz
- Szmaragd
- Szafir
- Granit[8]
- Koral
- Nefryt
- Agat
- Topaz
- Opal
- Lazuryt
- Ametyst
- Vela
- Rubin 714
- Jowisz
- Wenus
- Helios
- Beryl 102
- Hermes
- Rubin 202
- Uran
- Elemis
- Westa
- Taurus 23